# はぴねす!
『はぴねす!』（Happiness!）は、日本のアダルトゲームブランド・ういんどみるの恋愛アドベンチャーゲーム。ブランド第6作目。また、それを原作とした漫画・アニメ・小説作品。魔法に関する逸話が残り、魔法使い養成学校が存在する「瑞穂坂」の地を舞台とした恋愛劇と騒動、そしてこの地に眠る「秘宝」を巡る争奪戦を描く。

## 歴史
ういんどみるの第5作目として開発が開始されたが、当初第6作目の予定だった『ちょっと素直にどんぶり感情』が第5作目として先に発売された。その後も開発は続けられ、2005年10月21日にWindows用パソコンゲーム『はぴねす!』初回限定版が、同年11月18日に通常版が発売された。おまけシナリオも含めた劇中で「作品中に登場するほとんどの女性と関係を結んでしまう」展開は、今作でも踏襲されている。
2006年7月28日にういんどみるOasisより、7つのオムニバスストーリーと麻雀ゲームが収録されたファンディスク『はぴねす! りらっくす』（Happiness! Re:Lucks）が発売された。『はぴねす!』『はぴねす! りらっくす』共に初回限定版には原画集とサウンドトラックが付属している。
2007年1月25日にはマーベラスインタラクティブよりPlayStation 2版『はぴねす! でらっくす』が発売された。
2008年6月20日には『はぴねす！』『はぴねす！りらっくす』のロットアップが公式HPにて公表された。
2008年10月24日には『はぴねす！』発売3周年を記念して、『はぴねす！×はぴねす！りらっくす SPECIAL BOX』が発売された。
『はぴねす！』『はぴねす！りらっくす』2作品のWindows Vista対応版がセットとなっている。ゲームの内容自体には変更はない。
2014年5月30日、E-mote Liteによるアニメーションに対応した『はぴねす！えもーしょん』が発売された。
E-mote対応の他、解像度の向上、対応OSの変更等が行われている。内容は『はぴねす！』『はぴねす！りらっくす』のセットだが『まーじゃんもりらっくす』は収録されていない。パッケージ絵はこーちゃによる書き下ろし。

## あらすじ
初回プレイで攻略可能なのは「神坂春姫」「柊杏璃」のみであり、この2人いずれかのハッピーエンドを観ると「高峰小雪」「小日向すもも」へのルートに進めるようになる。
魔法にゆかりのある瑞穂坂に住む男の子・小日向雄真は母親譲りの魔法の才能を持っていた。しかし、ある日いじめっ子たちの男子グループに同年代の女の子がたった一人で抵抗しているのを目撃する。女の子がスカートをめくられて萎縮してしまい、男子グループのからかいがエスカレートしたことを見捨てることができず、女の子に加勢していじめっ子たちを追い払おうとする。その際リーダー格の男児が「親戚に魔法使いがいっぱいいる、二人ともやっつけてもらう」という捨て台詞に雄真は激高し、魔法で公園中の地面をえぐりとってしまう。けが人こそ出なかったものの、この出来事で雄真は精神的に傷つき、それ以降魔法とはほぼ縁を切り、養母の「かーさん」こと小日向音羽、その娘であるすももと平凡な暮らしをしていた。
ある年のバレンタイン前日、悪友の買い物に引き回された帰りに、自分の通う学園の生徒神坂春姫が魔法を使う場面に遭遇し、思わず見とれる。また翌日には成り行きで彼女からバレンタインチョコをもらってしまう。
一方その夜、学園で何者かが魔法で戦闘を行ったために校舎が崩壊してしまい、普通科と魔法科が一時的に統合された。迎えた新学期、クラス発表の掲示には、冬に出会った春姫の名前があった。彼女の親友柊杏璃も加えての新たな学生生活が始まる。しかし、その裏で学園に紛れ込み、何事かしでかそうとする人物が暗躍していた。

## 登場人物
声の出演は、PC用ゲーム / PS2用ゲーム / TVアニメの順に記載。

### 主人公
小日向雄真（こひなた ゆうま）
声：声なし（少年時代：非公表） / 同左 / 大原崇（少年時代：金田晶代）
本編の主人公。瑞穂坂学園普通科に所属する2年生で、至って普通の青年。現在は養母の音羽、義妹すもも、父と四人で暮らしている。実母から受け継いだ魔法使いの才能は実母以上で日本最強クラス。幼少期に感情に任せて魔法を使ってしまった過去から、魔法を使う事を恐れていた。なお、特に自分から話す必要を感じていない為、周りの人間でかつて彼が魔法を使えたこと知るものは少ない。
初対面の高峰小雪から「とても不幸」と指摘されるほどの悪運持ちで、正義感が強く無鉄砲で突っ走ってしまいがちな性格。その性格のために学園で起こっている騒ぎに巻き込まれてしまう事になる。考えている事がすぐ顔に出るらしく、からかわれやすい。周りにいる人間に振り回される事もしばしばである。恋愛に関しては基本的にマイペースで、周りが発破をかけてもあまり意に介さない。
コロッケ好きで、「Oasis」でもいつもコロッケ付きのA定食ばかり頼んでいたりする。ゲーム中では触れられていないが、実は「小日向」は実父の姓である事がビジュアルファンブックにより判明した。父の名は大義（たいぎ）といい、雄真の実母である前妻と別れた後に音羽と再婚している。現在長期出張で不在。
原作・PS2ゲームとアニメとでは幼少期の事件の内容を含めた作品のストーリーが異なるため、アニメでは魔法について少々否定的になっている（前述のように原作では自らが魔法を使う事に否定的ではあるが、“魔法”自体には否定的ではない）ほか、他のキャラクターとの関係性も変更されている。生まれつき魔力が強すぎる為、赤ん坊の頃や激高した時は詠唱なしで力が発揮されてしまう体質になっている。

### メインヒロイン
神坂 春姫（かみさか はるひ）
声：榊原ゆい / 同左 / 同左
身長：163cm 3サイズ：90F（『りらっくす』時91F）/56/84 靴のサイズ：22.5cm 誕生日：4月1日 A型
コミック版の主人公。瑞穂坂学園魔法科所属の2年生。学園内で起こった事件により、一時的に普通科と魔法科が一緒になった際に雄真と同じクラスになった。才色兼備を絵に描いたような少女で学園のアイドル。その名前と可憐な容姿から「姫」とあだ名される。魔法に関しても1年から突出した成績を持ち、才媛との誉れも高い。
しかし元は魔法と縁のない家庭の生まれであり、その道に入るようになったのは子供の時魔法を使う男の子に出会った事がきっかけ。それ以来その子に強い憧れを抱いている。周りからもてはやされる内に「淑やかな優等生」のイメージが出来また本人もそれらしく振舞っているが、本来は正義感が強く困った人は見過ごせない性格で、小さい頃はたまにいじめっ子をとっちめていたという。可愛い物やイチゴ系のお菓子にはまるで目がなく、目を輝かせて半ば放心状態になる。また、根が素直なせいか、素の状態ではとても自爆しやすい。
親友の杏璃にせっつかれる形で、バレンタインのチョコを雄真に渡してしまっている。花見の席で再会したすももとはかつての友人同士。
魔法使いがいつも持ち歩いている、意志を持ち言葉を話す魔法の杖「マジックワンド」はソプラノ (Soprano)（声 - 佐本二厘/結本ミチル/同左）という名であり、トランペットをもとに作られた。優しい性格で春姫の姉のような役割を持つ。ただ時たま、ちょっとした事でへそを曲げる事もある。
『りらっくす』では、サイズが変わっている事をはじめ胸にかかわるネタが多い。
アニメ版では、占い師の助言を信じて毎年バレンタインにチョコを持ち歩いている、という設定になっている。髪型もPC版と微妙に違っていて、左耳側の三つ編みの結び目にリボンがついている(コミック版も同様)。またナレーション役もこなしている。
柊 杏璃（ひいらぎ あんり）
声：成瀬未亜 / 同左 / 同左
身長：156cm 3サイズ：83C/54/86 誕生日：7月12日 靴のサイズ：23cm B型
瑞穂坂学園魔法科所属の2年で、春姫の親友。ツインテールにした金髪がトレードマーク。普通科と一緒になった際、春姫同様雄真と同じクラスになり、それ以来悪友のような関係になる。感情的でプライドが高く相当の負けず嫌い、特に魔法の成績には相当な執着を示す。また「歩く災害スプリンクラー」と呼ばれている。入学当初から春姫を（ほとんど一方的に）ライバル視しているが、実力は素直に認めており、魔法以外では極めて良好な関係を築いている。また親友思いでお節介な面も持つ。
同学年での魔法成績は二番手。相当な努力家だが本番に弱い。自分に取り得がないと思い悩んでおり、魔法にこだわるのはそのため。
学生生活の傍ら、学園内のカフェテリア「Oasis」の看板ウェイトレスとして店を盛り立てる。その際着ているのは魔法服を改造したロリータファッション風のドレス。私生活は適当で、料理は殆どしたことがない。
春姫とは別の意味で胸に関するネタが多い。
母親を「お母様」と呼んでいた事から、それなりの名家に生まれているらしいことがうかがえる。ファンブックによると優秀な兄と比較され続けた影響で今の性格になったという。
マジックワンドは母親からもらった羽ペンがもとになったパエリア（Paella）（声 - 滑川菊太郎/川村拓央/同左）。面倒見のよい執事のじいやのような性格。先端の羽の部分は食べることもでき、欠けても自動的に修復される。パリパリした触感で、それなりに美味とのこと。『りらっくす』の杏璃シナリオで実は真性のロリコンということが判明。しかも、羽を食べた人間も男女問わずロリコンになるという効力があるなど意外に迷惑なワンドである。杏璃本人と根っからのロリコンは食べても平気。なお、「ツナガル★バングル」にてゲスト出演している(セリフはない)。
高峰 小雪（たかみね こゆき）
声：日向裕羅 / 同左 / 同左
身長：167cm 3サイズ：87E/58/87 誕生日：12月22日 靴のサイズ：24cm AB型
瑞穂坂学園魔法科所属3年生。占い研究会の部長を務める。校舎爆発事件以前から雄真とは知り合い。長い黒髪が印象的な美人で、一見清楚に見えるがその実かなりお茶目で、その神出鬼没ぶりに周りが呆気に取られる事しきりである。
高名な占い師の家系である高峰家の末裔で自らも近い未来を見通すことが出来るのだが、体質なのか不穏な未来が見えることが多く、しかもその予見がほぼ確実に当たってしまう。会う度に不吉なことを言って雄真をからかっているが、最初から彼が何者かを知っていて、雄真本人も知らない雄真自身のことも知っている。自分のことには鈍い。
何故かカレーが大好きで、またカレーしか作れない。学園敷地内の公園にある桜がお気に入りで、時々そこで何とはなしに座っている姿が見られる。魔法使いとしての服装のとき以外、常に衣服の上にポケットつきのエプロンを着用しており、そのポケットは収納力が尋常ではないどころか、食べ物が温まったまま出て来たりカニが生きたまま出て来たり、果ては家電や水道や電話までもが出てくるという、ドラえもんの四次元ポケット級の代物。本人曰く、「魔法」。アニメ版ではエプロンの設定が変更されており、タマちゃん1つを消費して任意の物体を出現させるようになっている。『りらっくす』小雪シナリオでは、エプロン無し（魔法服）で弁当を出したことがある。帽子の中に「何か」秘密がある様だが、一瞬なので見えない。
愛用マジックワンドは杖と空中に浮く球がセットになったスフィアタム（sphere Tom）（声 - 成瀬未亜/同左/同左）、通称タマちゃん。球体部は関西弁を話し、威勢がよく、小雪を「姉さん」と呼ぶ。恐ろしく多機能で、爆発する（ちょっとしたことでよく自爆させられる。しかも誘爆する）意外にも弁当が作れる、露店の店番が出来る、盗聴器の代用になる、超音速アクロバット飛行可能、生活防水仕様等の能力を持つ。部室等にスペアらしき物（残機）が大量に保管されている（『りらっくす』小雪シナリオでは、画面上にタマちゃんの残機ゲージが表示されるシーンがある。ついでに爆音と共にゲージが減る）。粘土のような物体を丸くこねる事で作られているが、こねた人物の性格に似る事があるらしい。
小日向 すもも（こひなた すもも）
声：安玖深音 / 後藤麻衣 / 同左
身長：152cm 3サイズ：77A/53/83 誕生日：4月30日 靴のサイズ：22cm O型
新年度から後輩として瑞穂坂学園普通科に通うこととなった、雄真の義妹。音羽の実の娘である。普段はとてもしっかりしており、料理の腕も抜群であるが、時間の流れが他人とズレているためか慌て者で危なっかしいところもある。小さい頃はいじめられっこで、まだ義兄ではなかった頃の雄真に何度も助けられていた。雄真を「兄さん」と呼び、普段から丁寧語で話す。親同士の再婚以前から雄真とは知り合いだった。
雄真のことを「幸せにしてあげたい」と語る一方自分を見て欲しいという感情もあり、雄真が他の子と仲良くしているところを知ると、不機嫌になって夕飯を少なくするなどの八つ当たりをする。また雄真に対する感情を割り切ろうとしてうまくいかなかったりといった、アンバランスな部分もある。
小さくて可愛い子に目がなく、また一度お気に入りになった子とは何が何でも仲良くしたいたちで、入学以来式守伊吹を毎日のように追い掛け回している。学園で再会した春姫とは以前親友同士で、彼女にもいじめっ子から助けられていた。
時々音羽直伝の泣き落としで、雄真や伊吹を誘惑する。ルートによっては「結い橋」に出てきた初代「Oasis」の制服（メイド服）姿になる。
アニメでは、第9話におけるある事件が原因で、昏睡状態に陥ったことがある。
頭に大きな紅いリボンをしている。

### サブヒロイン
以下の2人はメインヒロイン4人のハッピーエンドをすべて観た後で攻略可能となる。PC版ではルートは共通でHシーンがそれぞれ加えられているだけだが、PS2版では個別のエンドになる。
式守 伊吹（しきもり いぶき）
声：みる / 壱智村小真 / 同左
身長：145cm 3サイズ：67AA/48/70 誕生日：9月12日 靴のサイズ：20.5cm B型
瑞穂坂学園魔法科1年。銀髪と赤い瞳が特徴。この地において最も高名な家柄である式守家の後継者として見られている人物。そのため普段から古風かつ尊大な口調でしゃべるが、外見が小さいためあまり威厳がなく、自分でもそれは気にしているらしい。本来は分家の人間で、姉と慕っていた那津音の死を受けて跡取りに指名された経緯を持つが、その事を重荷に感じている。
実は学園に眠る「秘宝」を奪うべく新入生として学園に入り込んだ人物で、今作品に於ける騒動の黒幕、そして類稀な魔力を持った術者である。鈴莉とは何らかの因縁があるらしく、また鈴莉の魔法を使う春姫を鈴莉の子と誤解し付け狙っている。
すももからは一方的に友人とみなされ、半ば強引なアタックに振り回されている。前半パートではギャグ担当として扱われる事も多い。

マジックワンドは伊吹の身長と同じくらい大きな傘の形をしたビサイム（Bisaim）（声 - 岬友美/星野千寿子/同左）。式守家の宗主によって作られたもので非常に強い力を持ち、少しだが本来マジックワンドには使えないはずの魔法が使える。お目付け役のような存在で、人前では殆ど話さない。『りらっくす』で一気に口数が増えた。
分類上はサブキャラクターでありながら、騒動の中心人物という立場から目立っている。また『りらっくす』からはヒロインの一人として数えられているが、本編と比べて丸くなっている。2007年9月現在公式HPのエントランスにもSDキャラで登場。
アニメ版では初夏から瑞穂坂に転校して来る。やはり春姫を敵視している一方、こちらではその春姫との交友シーンも描かれている。秘宝奪取の目的が原作とはわずかに異なる。
上条 沙耶（かみじょう さや）
声：三咲里奈 / 伊藤静 / 同左
身長：160cm 3サイズ：76A/55/80 誕生日：11月15日 靴のサイズ：21cm A型
春から瑞穂坂学園魔法科に編入してきた2年生。上条信哉の双子の妹。いまどき珍しいほどに奥ゆかしく控えめであり、また恥ずかしがり屋で、雄真と準以外の人物と話すのが苦手。ただ兄を諌める際マジックワンドで殴るなど意外に容赦がない。また信念の強いところも備え持っている。今は暴走する兄のブレーキ役をする事もあるが、以前は雷や嵐などを恐がりしばしば兄に甘えていた。ややブラコン気味のところがある。
実は式守家の従者の家系であり、伊吹に付き従う形で編入してきた。しかし沙耶自身は伊吹の身を心から案じており、表立って秘宝奪取のために行動する事が少なく、密かに止めようとすることもあった。
伊吹同様に『りらっくす』からヒロイン格として扱われる。
マジックワンドはヴァイオリン型のサンバッハ（Sanbach）。弾くことによって幻想的な魔法を紡ぎだすことができる。劇中セリフは発していない。沙耶と同様、上品で控えめな性格。
母は既に他界している。

### その他の人物
渡良瀬 準（わたらせ じゅん）
声：佐本二厘 / 結本ミチル / 同左
身長：156cm 3サイズ：秘密 誕生日：9月20日 靴のサイズ：23cm AB型
雄真の悪友の同級生で、一見美少女と見紛う容姿を持っているが正体はれっきとした男である。
中学生時代ごろから腐れ縁の友人B（ハチが「友人A」）だが、役割的には準の方が「A」と言っていいぐらい目立っている）で、当時から女性にしか見えない格好をしており、雄真やハチも男と知って驚かせた過去がある。
本編中ではほぼ常時女装（体育の授業も描写はないが女子の体操服を着ている）で性自認は女性（ビジュアルファンブックに「心は女のコ」や「準さんは心はしっかり女の子（byすもも）」と明記あり）が男でも女でも可愛いものは大好き（ラフスケッチで春姫にキスをしているものがある）で「Love&Peace」がモットー。社交性とサービス精神に富んだ性格。学園内にファンクラブがあるほか、女性向けの人気ファッション雑誌で読者モデルとして活躍中である。
雄真に関しては恋愛感情を持ってはいるがある程度割り切っており、相手が望んでなければ踏み込まず他の女子と付き合いたいならそれでいい、受け入れてくれるなら真っすぐ行くと割り切っている。たまに抱きついたり手作り弁当を突然出してきたりするが、当人なりの境界線は持っている模様。ハチとも付き合いは長く、狼藉を働くハチに必殺技「パトリオットミサイルキック」にて制裁を加えている。
『りらっくす』中のシナリオ「ぱちねす!」では、雄真との馴れ初めが明かされた。また、誰かから「まんじゅう」がデザインされたマジックアイテムを渡されている。展開によっては女性に変身するが、元々女性にしか見えないので殆ど変わらない。
「渡良瀬準の華麗なる一日」では魔法事故によって肉体も女性化してしまう。しかし周囲の男性を見境無く魅了・狂乱させる副作用があった為、最終的には魔法を手放す事を決意する。
高溝 八輔（たかみぞ はちすけ）
声：滑川菊太郎 / 川村拓央 / 同左（少年時代：田内友み）
身長：176cm O型
主人公の悪友A。あだ名は「ハチ」だが、興奮すると騒がしくなる為「大声魔人」とも呼ばれる。根は善人だが、暴走しがちな性格であり、立ち直りだけは早い。特に女子の事になるとあらぬ妄想を繰り広げたり激しく愛をアピールしたりするが、基本的に相手にされず、最終的には準や杏璃に痛い目に遭わされる。
雄真とは付き合いが長いため、彼の無鉄砲ぶりを笑って見逃したりするが、そういった友人としての部分は殆どが準の担当になっている。突っ込んでくれる人がいないと調子が出ないらしく、そういう場合大人しい。
ギャグパート以外の本編での活躍は、前半のイベントを企画した程度で、それも準や小雪の悪ノリで乗っ取られた。『りらっくす』では、何故かタマちゃんがあしらわれた私服を持っている。本人非公認と思われる「神坂春姫ファンクラブ」に加入しているらしい。
自分で全属性をカバーと言うだけあり、パエリアを食してロリコン趣味にならなかった。パエリア曰く「真性」。
アニメ版では準以上に雄真との付き合いが長いようで、かつて幼少期の事件で心を閉ざしていた雄真に対して屈託なく接し、雄真の心を開いたらしい。
上条 信哉（かみじょう しんや）
声：ヘルシー太郎 / 伊藤健太郎 / 同左（少年時代：佐藤有世）
身長：180cm A型
沙耶の双子の兄で、兄妹そろって魔法科2年に転入してきた。武士を思わせる時代錯誤した口調で話す。義理堅く融通がきかない性格。シスコンだが、本人はそれを恥と思っていない。妹の事になると完全に見境が付かなくなり暴走する事もしばしばある。極度の方向音痴で、新学期早々小学校に紛れ込むなどボケをかましていた。玄米を主食としているらしい。伝説のキワ物メニュー「生ハムイチゴサンド」が大好物。
沙耶と同じく伊吹の従者で、秘宝のありかを探るべく暗躍する。その行動に若干の疑問を抱いているが、父親の事件に関する負い目と伊吹への義理のために逆らうことが出来ないでいる。
破壊力・魔法抵抗力の両方に優れた木刀型のマジックワンド風神雷神を操る。持ち主同様に武人的性格と言われるが、やはりゲーム中では発言していない。
元々一人称は「俺」だったが、アニメ版では第5話のみ「拙者」になっている。また、妹の危機とあらば、たとえ山の向こうからでも人間離れした速度で走ってくるという演出がなされている。
小日向 音羽（こひなた おとは）
声：岬友美 / 星野千寿子 / 同左
身長：153cm O型
雄真の養母で、すももの実の母親。夫の連れ子である雄真から「かーさん」と呼ばれる。カフェテリア「Oasis」のチーフでもある。御薙鈴莉とは親友。見た目もノリも一見学生のようである。家事は完璧にこなし、仕事に関しても有能だが面白い事好きで何にでも首を突っ込みたがる性格。特に雄真の交友関係（女性関係）には目ざとく、どこかで情報を掴んではしばしばちょっかいを出してくる。以前は派手なイタズラを繰り返していたらしく、鈴莉からはその昔のイタズラネタでからかわれやすい。
色仕掛けと泣き落としで新聞の集金から時々チケットなどをせしめる事がある。基本的には能天気だが、雄真が魔法の道を諦めた事件を知る、数少ない人物でもある。
高峰ゆずはの旧友でもあり、何かと魔法使いと関わりがある。アニメでは杏璃の代わりに特注のウェイトレス服で仕事をしたり、スクール水着姿を披露したりしている。
御薙 鈴莉（みなぎ すずり）
声：北都南 / ひと美 / 同左
身長：170cm B型
瑞穂坂学園魔法科の教諭。若くして独自の魔法理論を組み上げた事で学会から注目を集めている魔法使い。その力は高く、作中では伊吹と渡り合える実力を持つ数少ない人物。春姫の直接の師匠であり、彼女に自らが操る系統の呪文を教えている。春姫をして「鈴莉に会わなければ今の自分はなかった」と言わしめる恩人である。
実は、雄真の実の母親で、雄真を音羽に預ける際に自分に関する記憶を封印した。普段は穏和でどこか掴み所のない部分があるが、時々狙い澄ましたように鋭い一言を発する。また笑顔で物騒な事を言い出すなど恐ろしい一面を持つ。音羽、ゆずはとは学生時代からの親友同士で、昔は色々としていたらしい。ある理由から雄真に関心を抱く。
「渡良瀬準の華麗なる一日」にて、学生時代は春姫達のように魔法服で活動していたことが判明。
式守 那津音（しきもり なつね）
現式守家当主護国（さねくに）の実の娘で、式守家の後継者だったが、秘宝の暴走による事故で早世する。その際に次期後継者として義妹である伊吹を指名していた。
幼少期の小雪や伊吹から姉のように慕われていた。劇中では本編で一度だけ、巫女装束の姿で登場する。伊吹同様に銀髪と赤い瞳を持つ。
アニメでは伊吹の回想及び、秘法の暴走を命をかけて止めたシーンで登場。ゆずは、鈴莉とも知己であった。護国も最終話にてわずかに登場した。
高峰 ゆずは（たかみね ゆずは）
声：風華 / 本間ゆかり / 同左
瑞穂坂学園の理事長にして高峰小雪の母親。占い師としては彼女に並ぶ者はまずいないと言われるほどの使い手であるが、海外に行ってまで本場の物を求めるほどのお酒好きで、さらに酒癖が悪いという。音羽、鈴莉の旧友で、鈴莉を「すーちゃん」と呼ぶ。
声のみだが『りらっくす』で出演し、「ぱちねす!」世界に関わる立ち回りを演じている。アニメ版では鈴莉の回想シーンに登場。
上条 崇夜（かみじょう そうや）
声：声なし / 同左 / 内藤玲
信哉と沙耶の父親。早くに妻を亡くしている。10年前に妻を生き返らせようと式守家の秘宝を無断で使用し暴走させてしまい命を落としてしまう。秘宝の暴走をとめるため那津音まで命を落としてしまったことが秘宝を封印する原因となってしまい、それが主要人物の一部に、良悪を問わず多くの影響を残している。原作では存在のみが語られており、アニメ版で姿が設定された。
まんじゅう
声：複数
ういんどみる作品にたびたび登場する背景キャラクター。その名が示すとおりいびつな半球型の生き物。「もきゅもきゅ」と話す。瑞穂坂においても至るところでグッズ化、オブジェ化されている。まんじゅう本人が登場する場合は、魔力を持った生物の一種という扱いになっている。
なお、準が渡されたマジックアイテムにはまんじゅうが意匠されている。

### 「まーじゃんもりらっくす」ゲストキャラクター
有坂まつり（結い橋）
声：ミルキーゆかり
有坂詩奈（結い橋）
声：日向裕羅
レア・ティータ（くれいどるそんぐ）
声：日向裕羅
メティス・ゼウ・ジュピス（くれいどるそんぐ）
声：成瀬未亜
桃園かりん（魔法とHのカンケイ。）
声：野神奈々
鷺沼エリカ（魔法とHのカンケイ）
声：安玖深音
神代ことり（ちょっと素直にどんぶり感情）
声：風華
神代珠美（ちょっと素直にどんぶり感情）
声：北都南

## はぴねす! りらっくす
2006年7月28日にういんどみるOasisより発売された『はぴねす!』のファンディスク。ういんどみる作品が正式なファンディスクとして店頭販売でリリースされるのは今回が初となる。初回版には主題歌を収録したマキシシングルCDと、他ブランドの原画家などが手がけたイラストと作品中CGの線画を収録したビジュアルブックが同梱。
このディスクからサブキャラであった「式守伊吹」、「上条沙耶」の二人がヒロインとして昇格を果たしている。
この作品からういんどみる関係作品の審査機構がソフ倫からメディ倫に変更されている。

### ストーリーモード
このモードでは主人公と各ヒロインとの本編後のストーリー、及びハーレム＋渡良瀬準シナリオを楽しむ事が出来る。基本的に各ヒロインとのエンディングを迎えた後の話である為、ストーリーによっては各キャラクターの設定や状況にばらつきがある。特に準のシナリオは「ぱちねす!」として他ヒロインのアフターストーリーとは異なる世界観で描かれている。
「ぱちねす！」世界の特徴としては、あるマジックアイテムの効力により、「術の対象者に起こりうる事」を形にしたパラレル世界である事、ヒロイン全員分のシナリオの結末をミックスした世界になっている事が挙げられ、またその中で主人公は本編中に登場したほぼ全ての女性キャラクターと関係を結んでいる状態にある。

### まーじゃんもりらっくす
ここでは本編に登場したキャラクターを使った麻雀ゲームが楽しめ、一般的な四人打ち対戦（現実での麻雀に於ける「関東ルール」に近い）と特殊ルール下の二人打ちの二つのモードに分かれている。
二人打ちでは、最初に選択したパートナーキャラクターに勝つとそのキャラのおまけCGを取得できる。またパートナーに勝つ事によって四人打ちでの登場キャラが増える仕組みになっている。条件を満たすと、登場人物欄に表記された過去作品のヒロインが登場し対戦可能となる。
二人打ちの主な特殊ルールは、つぎのものがある。詳細なルールは記事「麻雀のルール」を参照のこと。
- ロンでもツモでも奪える点数は同じ
- 喰い断、後付け、赤5あり
- 対戦相手の持ち点は6000点〜50000点の間で二倍ずつ増え、こちらの持ち点は25000点固定
- 奪った点数の1/10が自分の得点に加算される
- 子は常に南家
- どちらかの点数が0点を割るまで決着がつかず、東場と南場が繰り返される
- 対局中にキャラクターごとの特殊能力（イカサマ）が使用可能

## スタッフ
- 企画：ちゃとら、こ〜ちゃ
- 原画：こ〜ちゃ
- シナリオ
  - はぴねす!：ちゃとら、セロリ、渡辺景、彩火
  - はぴねす! りらっくす：ちゃとら、セロリ、高嶋栄二、北川晴、保住圭
- ボーカル曲：Elements Garden
- BGM：Elements Garden、OdiakeS(Ecnemuse)
- SDイラスト原画：葉賀ユイ
- ディレクター：ちゃとら

## 開発
キャラクターデザインは同ブランドの『結い橋』や『くれいどるそんぐ』と同じく、こ〜ちゃが担当している。
立ち絵がキャラクターの感情表現などに合わせて動き回るういんどみるのお家芸ともいえる演出に加え、今回は魔法戦においてCGが使用されるなど、演出面では派手になっている。オープニングテーマ「ZERO」をはじめとしたボーカル曲は、Elements Gardenがデザインした。コンシューマー版では、Elements Gardenに変わって5pb.の志倉千代丸、T'S MUSICの濱田智之、幡手康隆らが全面的に音楽を担当している。

### セッティング
ちゃとらは『オトコノコ倶楽部』とのインタビューの中で、企画の時点で主人公の友人を2人出すことにした際、共同で企画を立案したこーちゃがそのうち1人を女装キャラにしたことがきっかけで、渡良瀬準が生まれたと話している。
こーちゃは「普通にこのような友人がいる」という考えから女装キャラを思いついたと同インタビューの中で話しており、フィクションにおいても時折そのようなキャラクターが登場していたと感じていたと話している。
準のセッティングにあたっては、プレイヤーにとって心地の良いキャラクターの立ち位置や内面などが念頭に置かれた。また他社の『はなマルッ!』という作品でキャラクターの性別に関するトラブルがあったことから、本作においては物語の序盤で準が男であることを示すという措置が取られた。
スタッフによるとデザイナー（こ～ちゃ）がラフスケッチを描いた時点で「友B　※注オカマです」（原文ママ）と書き込まれており、この時に決まった外見と「主人公の親友のオカマ」という基本設定から性格などが作られていったという。「コンプティーク」9月号のインタビューで、「女性に見える男キャラは珍しい話ではないと思っていた」とこ〜ちゃがコメントしており、製作側の想定以上に反響が大きかったことがうかがい知れる。

### 収録
準を演じた佐本二厘は、2008年の『女装少年コレクション ゲーム編』のインタビューで、「準ちゃんはインパクトがありましたから、印象にのこっていますよ（笑）」と答えている。キャラクター紹介は当初から「オカマちゃん」とされており、佐本は「どんなに可愛くても、私の中では準は「男の子」という設定」と考えていたという。ところが収録時には女の子としての演技を要求され、想定が外れたことから非常に苦労したと述べている。

### 広報
販売促進活動の一環として、メインヒロインのキャラクターソングを収録したCDシングルがPCショップなどで販売されたほか、担当声優のコスプレによる「はぴねす! スーパーライブ」が行われるなど、当時のういんどみるとしては異例の規模で作品宣伝が行われた。ビジュアルファンブックでのインタビューでは「よりライトよりのユーザー層にもアピールしようとした」と語られている。

### 開発（りらっくす）
『りらっくす』のシナリオライターのうち、保住圭は同作で初めてほかのライターと顔を合わせたと2023年の「BugBug」とのインタビューの中で明かしている。
それまで保住は、シナリオライターとしてデビューするまで遊んだゲームから得た蓄積と、ユーザからの反応をもとにシナリオを描いていた。とくに後者は、『魔法はあめいろ?』あたりで自分の書き方の中にユーザからの評判が悪かったところがあることに気づき、良い部分である「結ばれた後の恋愛描写」を強化するという方針につながったという経緯があり、そこがういんどみるからのオファーの理由ではないかと保住は分析している。
シナリオのコツなどはセロリや高嶋栄二との交流を通じて教えてもらったと保住は話している。当初保住はファンディスクという性質から主人公とヒロインが結ばれた後のことを想定して執筆していたが、セロリから「序盤からここまでいちゃいちゃしてると最後までテンションが持たないので、少し抑えた方がよい」というアドバイスを受けた。それを聞いた保住は納得し、『りらっくす』を一つのパッケージととらえると解釈した。

## 主題歌
- はぴねす!（予約特典にOP・ED両収録のCD）
  - オープニングテーマ「ZERO」
    - 歌：佐藤裕美 / 作詞：kanoko / 作曲・編曲：菊田大介（Elements Garden）

  - エンディングテーマ「目覚めの朝」
    - 歌：榊原ゆい、成瀬未亜、日向裕羅、安玖深音 / 作詞：ちゃとら / 作曲：上松範康 / 編曲：菊田大介
- はぴねす! りらっくす（初回版に収録CD封入）
  - オープニングテーマ「はぴでい♪」
    - 歌・作詞：榊原ゆい / 作曲：上松範康(Elements Garden) / 編曲：菊田大介（Elements Garden）

  - エンディングテーマ「with you…」
    - 歌：佐藤ひろ美 / 作詞：kanoko / 作曲・編曲：菊田大介（Elements Garden）
- はぴねす! でらっくす
  - オープニングテーマ「はぴねす方程式」
    - 歌：榊原ゆい / 作詞・作曲：志倉千代丸 / 編曲：TARAWO

  - グランドエンディングテーマ「おはよう」(アニメ版「はぴねす!」OP「はぴねす!」カップリング曲)
    - 歌：村田あゆみ / 作詞・作曲：藤村みわ子 / 編曲：あきづきかおる

## 関連商品

### コミック
『月刊コミックアライブ』（メディアファクトリー）2006年8月号（創刊号）から2007年6月号まで連載された。作画は藤井理乃。アニメ版がベースであるため、春姫を主人公とする視点から描かれている。
単行本は同社のMFコミックス・アライブシリーズより刊行。
1. 2006年12月31日初版 ISBN 978-4-8401-1649-7
2. 2007年5月31日初版 ISBN 978-4-8401-1911-5

### 書籍
- はぴねす! ビジュアルファンブック（キルタイムコミュニケーション刊）
  - 2006年4月刊 ISBN 978-4-86032-263-2
- 小説（ハーヴェスト出版刊）
  1. はぴねす!（影山二階堂・著） - 2006年3月刊 ISBN 978-4-434-07500-1
  2. もっと はぴねす!（影山二階堂・著） - 2006年4月刊 ISBN 978-4-434-07707-4
  3. はぴねす! ういんたー（御門智・著） - 2006年12月刊 ISBN 978-4-434-08643-4
  4. はぴねす! すぷりんぐ（御門智・著） - 2007年3月刊 ISBN 978-4-434-10416-9
  5. はぴねす! さまー（御門智・著） - 2007年7月刊 ISBN 978-4-434-10773-3
  6. はぴねす! おーたむ（御門智・著） - 2007年10月刊 ISBN 978-4-434-11099-3
  7. えたーなる☆ふれんど 〜Fromはぴねす!〜（なごみ文庫、水碕睦月・著） - 2008年7月刊 ISBN 4-434-11968-0

1は基本的に原作ルートに沿っていて、表紙・挿絵共にこ〜ちゃ担当。
2-6は短編集。こ〜ちゃは2の表紙のみ担当で、他はフリーのイラストレーターが担当。
7はライトノベルで、渡良瀬準をメインにしたオリジナルストーリー。挿絵はせんむ。

### 音楽
- はぴねす! キャラクターソング（HOBiRECORDS発売）
  - Vol.1 神坂春姫 with 榊原ゆい 『Catch Your Dreams!!』
  - Vol.2 高峰小雪 with 日向裕羅 『雪の記憶』
  - Vol.3 柊杏璃 with 成瀬未亜 『It's my ミラクル☆』
  - Vol.4 小日向すもも with 安玖深音 『明日のキモチ』
- はぴねす!でらっくす キャラクターエンディングコレクション（5pb.発売）
  - Vol.I 神坂春姫（榊原ゆい）『魔法の宝石箱』
  - Vol.II 柊杏璃（成瀬未亜）『負けないよ!』
  - Vol.III 高峰小雪（日向裕羅）『ココロノキャンバス』
  - Vol.IV 小日向すもも（後藤麻衣）『Hurry up!』
  - Vol.V 式守伊吹（壱智村小真）『bloom』
  - Vol.VI 上条沙耶（伊藤静）『新しい足跡』
- TVアニメ はぴねす! サウンドトラック 2006/11/2
- PS2版「はぴねす!でらっくす」オリジナルサウンドトラック（5pb.発売）(2007年01月31日)
- はぴねす!VocalCollection 2007/5/16

### ドラマCD
- はぴねす! オリジナルドラマCD 「雪のバレンタインデー」（5pb.発売）
- はぴねす!ヒロインズ録り下ろしドラマCD 「はぴねす!ヒロインズ バイノーラルでイチャラブドラマCD」（新春初夢萌BOX2015 ういんどみる）

### カードゲーム
Lycee
シルバーブリッツのトレーディングカードゲーム、Lyceeに参戦している。収録エキスパンションは、ういんどみる1.0など。

### その他
- タオル（マチダ発売）
  - マジカルバスタオル
  - マジカルスポーツタオル 全5種（神坂春姫・柊杏璃・高峰小雪・小日向すもも・渡良瀬準）
- フィギュア（ソリッドシアター発売）
  - 神坂春姫 1/8スケールPVC塗装済み完成品フィギュア
  - 渡良瀬準 1/8スケールPVC塗装済み完成品フィギュア

## テレビアニメ
2006年10月から12月にUHFアニメにて全12話放送。基本的には神坂春姫の視点で物語が進行する。全体的に原作とはストーリーが異なっており、特に雄真と春姫の関係や伊吹たちの転入、oasis関連、雄真の魔法への感情などが大幅に変更されており、原作にはないストーリーも追加されている。また、物語が6月以降まで続くために、原作では設定のみの存在だった夏服が登場する。
アダルトゲーム原作のテレビアニメとしては極めて珍しいことに、一部のメインキャラ（神坂春姫、柊杏璃、高峰小雪）の声優がPC版から変更されていない。
なお、UHF局などを中心に放送されているテレビ通販番組『はぴねすくらぶ』とは何の関係もない。

### スタッフ（アニメ）
- 原作 - ういんどみる
- 監督 - 原博[1]
- シリーズ構成 - 西園悟[1]
- キャラクター原案 - こ〜ちゃ
- キャラクターデザイン・総作画監督 - 小関雅[1]
- 美術監督 - 宮前光春
- 色彩設計 - 佐藤初
- 撮影監督 - 久保剛成
- 編集 - 村井秀明
- 音響監督 - ハマノカズゾウ[1]
- 音楽 - 5zizz
- プロデューサー - 伊藤誠
- アニメーション制作 - アートランド[1]
- アニメーション制作協力 - サンシャインコーポレーション
- 製作 - はぴねす!製作委員会（マーベラスエンターテイメント、メディアファクトリー、5pb.）

### 主題歌（アニメ）
オープニングテーマ「はぴねす!」
歌 - 村田あゆみ / 作詞・作曲 - 志倉千代丸 / 編曲 - 上野浩司
エンディングテーマ「マジカル★ジェネレーション」
歌 - 榊原ゆい / 作詞・作曲 - 志倉千代丸 / 編曲 - 上野浩司

### 各話リスト
| 話数   | サブタイトル           | 脚本       | 絵コンテ | 演出                       | 作画監督                                     |
| ------ | ---------------------- | ---------- | -------- | -------------------------- | -------------------------------------------- |
| 1      | バレンタイン           | 西園悟     | 原博     | 境一郎 宮田亮              | 小関雅                                       |
| 2      | お花見                 | 西園悟     | 福島一三 | 山内東生雄                 | KIM SUNG BUN                                 |
| 3      | オアシス               | 山口亮太   | 康村諒   | 康村諒                     | 柳瀬穣二、森本由布希 久保山陽子              |
| 4      | 消えたタマちゃん       | 古怒田健志 | 福冨博   | 福冨博                     | JANG SUNG HO                                 |
| 5      | 真夜中の美少女         | 西園悟     | 江上潔   | 中野英明                   | 小関雅、服部憲知 服部一郎、花井宏和          |
| 6      | 謎の転校生             | 山口亮太   | 夕澄慶英 | 夕澄慶英                   | 大塚美登理                                   |
| 7      | 伊吹友達化計画         | 西園悟     | 福島一三 | 横田和善                   | KIM SUNG BUN                                 |
| 8      | 夏の思惑               | 西園悟     | 康村諒   | 康村諒                     | 柳瀬譲二、森本由布希 久保山陽子              |
| 9      | 学園祭                 | 山口亮太   | 福冨博   | 福本潔                     | JANG SUNG HO                                 |
| 10     | 過去                   | 西園悟     | 開祐二   | 小野田雄亮                 | 清水勝祐                                     |
| 11     | 式守の秘宝             | 西園悟     | 江上潔   | 内山まな                   | Kyoung Suk Choi                              |
| 12     | 幸せの魔法             | 西園悟     | 原博     | 下田久人 夕澄慶英 美甘義人 | 小関雅、氏家嘉宏 都竹隆治、松岡謙治 服部一郎 |
| 番外編 | 渡良瀬準の華麗なる一日 | 西園悟     | 矢吹勉   | 川西泰二                   | 氏家嘉宏、都竹隆治                           |

### 放送局
| 放送地域       | 放送局             | 放送期間                      | 放送日時           | 放送区分     | 備考             |
| -------------- | ------------------ | ----------------------------- | ------------------ | ------------ | ---------------- |
| 千葉県         | チバテレビ         | 2006年10月5日 - 12月21日      | 木曜 25:55 - 26:25 | 独立UHF局    |                  |
| 神奈川県       | tvk                | 2006年10月5日 - 12月21日      | 木曜 26:15 - 26:45 | 独立UHF局    | [ 11 ]           |
| 埼玉県         | テレ玉             | 2006年10月7日 - 12月23日      | 土曜 25:30 - 26:00 | 独立UHF局    |                  |
| 岡山県・香川県 | テレビせとうち     | 2006年10月7日 - 12月23日      | 土曜 25:40 - 26:10 | テレビ東京系 | [ 12 ]           |
| 大阪府         | テレビ大阪         | 2006年10月7日 - 12月23日      | 土曜 26:40 - 27:10 | テレビ東京系 | [ 11 ]           |
| 愛知県         | テレビ愛知         | 2006年10月9日 - 12月25日      | 月曜 26:43 - 27:13 | テレビ東京系 | [ 12 ]           |
| 日本全域       | キッズステーション | 2006年10月12日 - 2007年1月4日 | 木曜 24:30 - 25:00 | CS放送       | リピート放送あり |

### DVD
マーベラスエンターテイメントより発売。全6巻。
- Vol.1（1・2話） - 2006年12月6日発売
- Vol.2（3・4話） - 2007年1月25日発売
- Vol.3（5・6話） - 2007年2月23日発売
- Vol.4（7・8話） - 2007年3月23日発売
- Vol.5（9・10話） - 2007年4月25日発売
- Vol.6（11・12話） - 2007年5月25日発売

### インターネットラジオ
- はぴねす!瑞穂坂学園校内放送（音泉 2006年9月 - 2007年3月9日、全13回）
  - パーソナリティー - 榊原ゆい（神坂春姫役）、成瀬未亜（柊杏璃役）
- ういんどみるPresents はぴねす!情報局（音泉 2007年4月6日 - 2007年8月10日、全10回）
  - パーソナリティー - 榊原ゆい（神坂春姫役）、成瀬未亜（柊杏璃役）

## 反響

### 売り上げ
Getchu.comの2005年セールスランキングで6位を獲得した。

### 人気投票
『女装少年コレクション ゲーム編』にまとめられた女装キャラクターの人気ランキングにおいて、準は1位を獲得した。2位は『処女はお姉さまに恋してる』の宮小路瑞穂、3位は『H2O』の八雲はまじ、4位は『恋する乙女と守護の楯』の山田妙子であった。2009年の『女装少年コレクション ゲーム編2009』でも「去年同様、圧倒的な強さを発揮」し、1位を獲得した。この回の2位は『るいは智を呼ぶ』の和久津智であった。
「男の娘」専門誌『わぁい!』が実施した人気投票において、準は創刊から上位3位に入り続け、2011年のVol.7において総力特集が組まれた。準は本作発売後のオトコの娘ブームを牽引したとされ、伝説的な存在になったと評された。

### 批評
Elements Gardenデザインによるボーカル曲は評価が高い。

#### 専門家による批評
本作と『処女はお姉さまに恋してる』のヒットにより、アダルトゲームに女装もののブームが訪れる。おたく文化史研究家・吉本たいまつによれば、2004年までは、女装少年はアダルトゲームにおいて賛否両論の存在であったという。その状況を大きく変えたのが両作品であった。
特に吉本は準のキャラクターデザインに革新性を指摘している。
吉本は、本作と『処女はお姉さまに恋してる』によって発生したアダルトゲームにおけるブームが、漫画や三次元も含む全体としての「男の娘」ブームに直接繋がっていると分析している。

#### ユーザーによる感想
準の人気は「沸騰」（吉本たいまつ）し、キャラクター人気投票で1位を獲得した。

## 補足
- 過去作品では定番となっていた、いわゆる「どんぶりネタ」や3Pなどのシーンが、本作の本編中では一切描かれていなかった。一方『りらっくす』では、パラレルワールドという形での3Pシーンが多く書き下ろされている。
- パラレルワールドの出来事、という事で軽く扱われているものの、『りらっくす』書き下ろしシーンの中には明らかな近親相姦が含まれている。

## その他

### はぴねす! HAPPY DVD
メディアワークス刊『電撃姫』2005年10月号の付録DVD。はぴねす!電撃姫オリジナル体験版・キャラクターソングムービー・ういんどみるの1～5作目とはぴねす!のオープニングムービー・声優の対談・2005年キャラフェスで行われたライブ「はぴねす! スーパーライブ in キャラフェス」のダイジェスト版を収録。声優はヒロインを演じる榊原ゆい・成瀬未亜・日向裕羅・安玖深音の4人の対談が収録されているが、アダルトゲームの声優が顔出しでインタビューを受け、それがDVDとして供されるのは異例。ライブでは4人ともキャラクターのコスプレ姿で登場、歌の振り付けは榊原の指導によるもの。

## 参考資料
- 土方敏良 編『女装少年コレクション ゲーム編』一迅社、2008年7月29日。ISBN 978-4758011150。
- 土方敏良 編『女装少年コレクション ゲーム編2009』一迅社、2009年7月28日。ISBN 978-4758011518。
- 『わぁい!』Vol.7、一迅社、2011年11月25日。
- 『ユリイカ』2015年9月号 特集=男の娘 —“かわいい”ボクたちの現在—、青土社、2015年8月27日、ISBN 978-4791702947。